# العلاقات الإماراتية التشيلية
العلاقات الإماراتية التشيلية هي العلاقات الثنائية التي تجمع بين الإمارات العربية المتحدة وتشيلي.

## مقارنة بين البلدين
هذه مقارنة عامة ومرجعية للدولتين:
| وجه المقارنة                                              | الإمارات العربية المتحدة | تشيلي                         |
| --------------------------------------------------------- | ------------------------ | ----------------------------- |
| المساحة (كم2)                                             | 83.60 ألف                | 756.10 ألف                    |
| عدد السكان (نسمة)                                         | 9.40 مليون               | 17.37 مليون                   |
| الكثافة السكانية (ن./كم²)                                 | 112.44                   | 22.97                         |
| العاصمة                                                   | أبو ظبي                  | سانتياغو                      |
| اللغة الرسمية                                             | اللغة العربية            | اللغة الإسبانية               |
| العملة                                                    | درهم إماراتي             | بيزو تشيلي، وحدة حساب تشيلية ‏ |
| الناتج المحلي الإجمالي (بليون دولار)                      | 382.58 مليار             | 277.08 مليار                  |
| الناتج المحلي الإجمالي (تعادل القوة الشرائية) بليون دولار | 640.72 مليار             | 419.39 مليار                  |
| الناتج المحلي الإجمالي الاسمي للفرد دولار أمريكي          | 40.44 ألف                | 13.42 ألف                     |
| الناتج المحلي الإجمالي للفرد دولار أمريكي                 | 67.67 ألف                | 22.07 ألف                     |
| مؤشر التنمية البشرية                                      | 0.835                    | 0.832                         |
| رمز المكالمات الدولي                                      | +971                     | +56                           |
| رمز الإنترنت                                              | .ae، .امارات             | .cl                           |
| المنطقة الزمنية                                           | ت ع م+04:00              | 00، 00، 00، 00                |

## مدن متوأمة
في ما يلي قائمة باتفاقيات التوأمة بين مدن إماراتية وتشيلية:
- ترتبط أبو ظبي مع إيكويكو باتفاقية توأمة منذ 26 أكتوبر 2002.[14]

## منظمات دولية مشتركة
يشترك البلدان في عضوية مجموعة من المنظمات الدولية، منها:
| علم المنظمة | اسم المنظمة                               | تاريخ انضمام الإمارات العربية المتحدة | تاريخ انضمام تشيلي |
| ----------- | ----------------------------------------- | ------------------------------------- | ------------------ |
|             | مؤسسة التنمية الدولية                     | 23 ديسمبر 1981                        | 30 ديسمبر 1960     |
|             | يونسكو                                    | 20 أبريل 1972                         | 7 يوليو 1953       |
|             | وكالة ضمان الاستثمار متعدد الأطراف        | 20 أكتوبر 1993                        | 12 أبريل 1988      |
|             | الأمم المتحدة                             | 9 ديسمبر 1971                         | 24 أكتوبر 1945     |
|             | الفريق المعني برصد الأرض                  | ?                                     | ?                  |
|             | الاتحاد البريدي العالمي                   | ?                                     | ?                  |
|             | البنك الدولي للإنشاء والتعمير             | 22 سبتمبر 1972                        | 31 ديسمبر 1945     |
|             | المنظمة الهيدروغرافية الدولية             | ?                                     | ?                  |
|             | الاتحاد الدولي للاتصالات                  | 27 يونيو 1972                         | 1908               |
|             | منظمة حظر الأسلحة الكيميائية              | ?                                     | ?                  |
|             | مؤسسة التمويل الدولية                     | 30 سبتمبر 1977                        | 15 أبريل 1957      |
|             | المركز الدولي لتسوية المنازعات الاستشارية | 22 يناير 1982                         | 24 أكتوبر 1991     |
|             | منظمة التجارة العالمية                    | ?                                     | ?                  |
|             | منظمة الشرطة الجنائية الدولية             | ?                                     | ?                  |

## وصلات خارجية
- موقع وزارة الخارجية الإماراتية
- موقع وزارة الخارجية التشيلية